# Liste der Biografien/Pols
Liste der Biografien |
Portal Biografien |
Personensuche
# |
A |
B |
C |
D |
E |
F |
G |
H |
I |
J |
K |
L |
M |
N |
O |
P |
Q |
R |
S |
T |
U |
V |
W |
X |
Y |
Z |
?
 
Pa |
Pc |
Pe |
Pf |
Ph |
Pi |
Pj |
Pk |
Pl |
Pm |
Pn |
Po |
Pr |
Ps |
Pt |
Pu |
Pv |
Pw |
Py
 
Poa |
Pob |
Poc |
Pod |
Poe |
Pof |
Pog |
Poh |
Poi |
Poj |
Pok |
Pol |
Pom |
Pon |
Poo |
Pop |
Por |
Pos |
Pot |
Pou |
Pov |
Pow |
Pox |
Poy |
Poz
 
Pola |
Polc |
Pold |
Pole |
Polf |
Polg |
Polh |
Poli |
Polj |
Polk |
Poll |
Polm |
Poln |
Polo |
Pols |
Polt |
Polu |
Polv |
Polw |
Poly |
Polz
Die Liste der Biografien führt alle Personen auf, die in der deutschsprachigen Wikipedia einen Artikel haben. Dieses ist eine Teilliste mit 51 Einträgen von Personen, deren Namen mit den Buchstaben „Pols“ beginnt.

## Pols
- Pols, Eckhard (* 1962), deutscher Politiker (CDU), MdB
- Pols, Meinardus Siderius (1831–1897), niederländischer Rechtswissenschaftler
- Pöls, Werner (1926–1989), deutscher Historiker und Politiker (CDU), MdL

### Polsb
- Polsby, Nelson W. (1934–2007), US-amerikanischer Politikwissenschaftler und Hochschullehrer

### Polsc
- Polscher, Ludwig (1820–1909), deutscher evangelischer Geistlicher und Präses der Westfälischen Provinzialsynode der Evangelischen Kirche Preußens
- Polscher, Mark (* 1961), deutscher Komponist
- Polschitz, Christoph Wilhelm Harant von (1617–1691), kaiserlicher General, Kämmerer und Kommandant von Prag

### Polse
- Polselli, Renato (1922–2006), italienischer Drehbuchautor und Regisseur

### Polsk
- Polska, Agnieszka (* 1985), polnische Künstlerin
- Polski, Daniel Adán Dziewezo (* 1950), argentinischer Diplomat
- Polski, Mateusz (* 1993), polnischer Boxer
- Polskich, Galina Alexandrowna (* 1939), sowjetische und russische Schauspielerin
- Polsky, Dave, US-amerikanischer Fernsehproduzent
- Polsky, Howard W. (1928–2003), US-amerikanischer Sozialarbeitswissenschaftler

### Polsl
- Pölsler, Julian (* 1954), österreichischer Regisseur und Drehbuchautor
- Polsley, Daniel (1803–1877), US-amerikanischer Politiker

### Polso
- Polson, John (* 1965), australischer Schauspieler und RegisseurJohn Polson (* 1965)

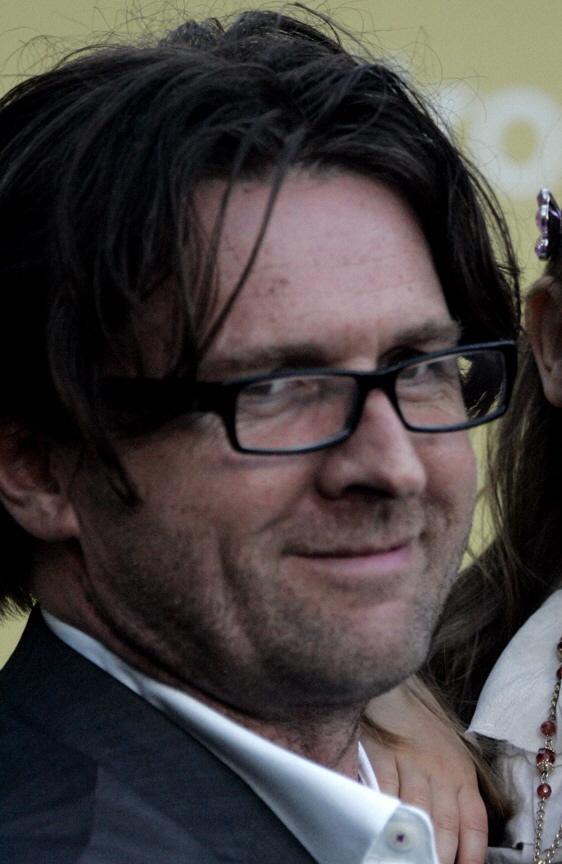
John Polson (* 1965)

- Pólson, Petur (* 1973), färöischer Dichter und Musiker, Sänger (Rapper) und Songtexter der ehemaligen Rockgruppe Clickhaze

### Polsp
- Polspoel, Maaike (* 1989), belgische Radsportlerin

### Polst
- Polster, Bernd (* 1952), deutscher Publizist
- Polster, Burkard (* 1965), Mathematiker und Autor
- Polster, Christian (* 1969), österreichischer Schauspieler
- Polster, Daniel (* 1998), israelische Sprinterin
- Polster, Fritz (1891–1971), deutscher Konzertsänger und Gesangspädagoge
- Polster, Gert (* 1975), österreichischer Historiker, Museumsdirektor und Kommunalpolitiker (SPÖ)
- Polster, Guntram (1887–1945), deutscher Jurist, Berghauptmann beim Oberbergamt Dortmund
- Polster, Hans (1908–1986), deutscher Forstwissenschaftler und Hochschullehrer
- Polster, Harald (* 1954), deutscher Politiker (SPD), MdL
- Polster, Hermann Christian (* 1937), deutscher Oratorien- und Opernsänger (Bass)
- Polster, Jörg (* 1962), deutscher Diplomat
- Polster, Lisa (* 1996), österreichische Regisseurin und Autorin
- Polster, Lorenz (1896–1977), österreichischer Fußballspieler und -trainer
- Polster, Manuel (* 2002), österreichischer Fußballspieler
- Polster, Matt (* 1993), US-amerikanischer Fußballspieler
- Polster, Nikolas (* 2002), österreichischer Fußballtorwart
- Polster, Regina (* 1962), deutsche Unternehmensberaterin, Professorin für Wirtschaftsinformatik und Politikerin (CDU)
- Polster, Reinhold (1922–2009), österreichischer Politiker (ÖVP), Landeshauptmann-Stellvertreter im Burgenland, Mitglied des Bundesrates
- Polster, Tino (* 1957), deutscher Journalist und Moderator
- Polster, Toni (* 1964), österreichischer FußballspielerToni Polster (* 1964)

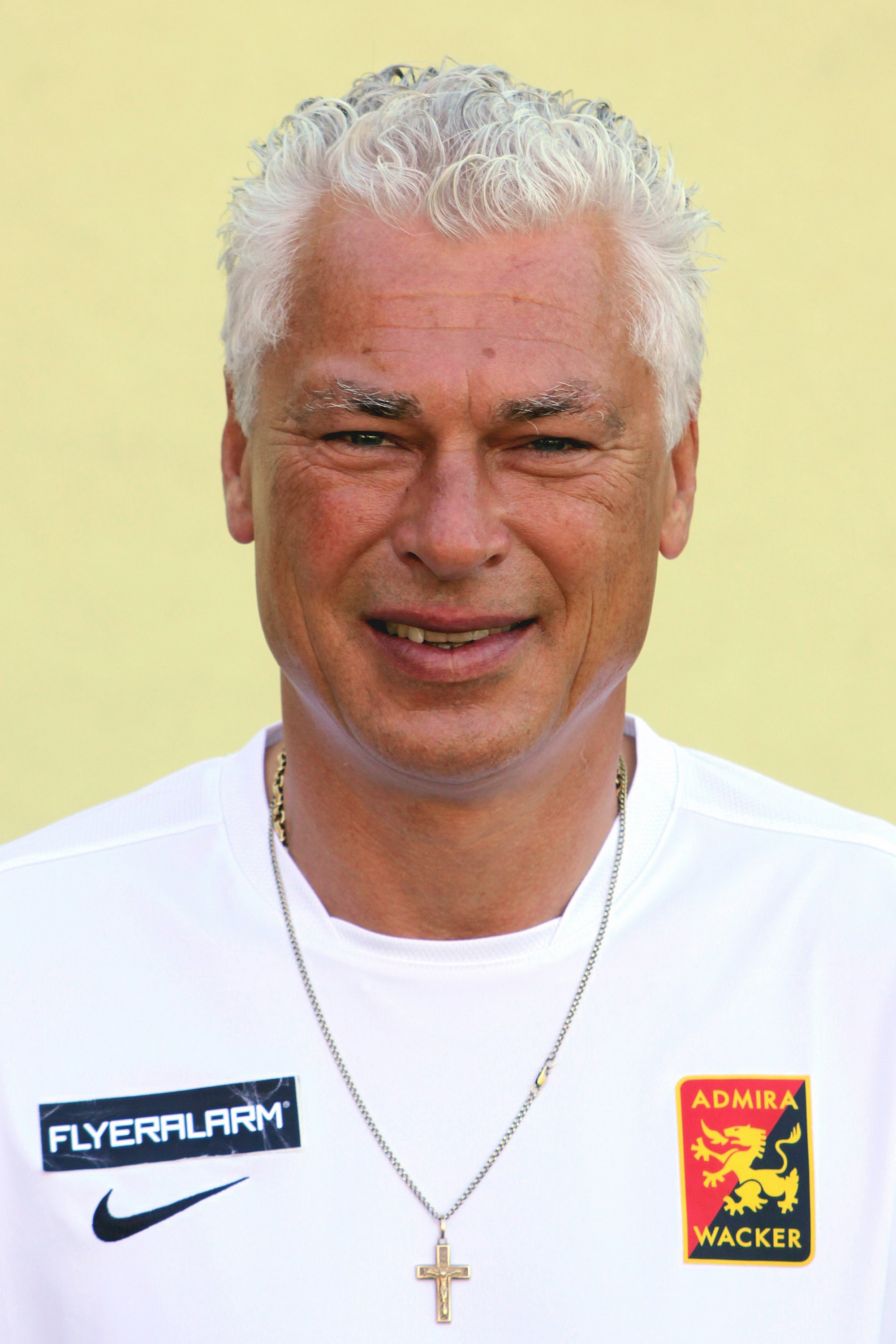
Toni Polster (* 1964)

- Polster, Victor (* 2002), belgischer Tänzer und Schauspieler
- Polsterer, Adalbert Johann (1798–1839), österreichischer Historiker, Journalist und Schriftsteller
- Polsterer, Ernst (1887–1945), österreichischer Mühlenbesitzer und Feuerwehrfunktionär
- Polsterer, Ludwig (1927–1979), österreichischer Zeitungsherausgeber
- Pölsterl, Fritz (* 1900), deutscher Fußballspieler und -trainer
- Polstjankin, Alexander (* 1980), russischer Badmintonspieler
- Polston, Ricky (* 1955), US-amerikanischer Jurist
- Polstorf, Ludwig (1775–1824), deutscher lutherischer Geistlicher
- Polstorff, Karl (1846–1911), deutscher Chemiker und Pharmazeut
- Polstorff, Wilhelm (1843–1906), deutscher Gymnasiallehrer, Publizist und Satiriker

### Polsu
- Polsunow, Iwan Iwanowitsch (1728–1766), russischer Erfinder

### Polsz
- Polsz, Jule (* 2001), deutsche Handballspielerin